# 索菲伊夫卡 (尼任區)
50°44′53″N 31°47′54″E / 50.74806°N 31.79833°E
索菲伊夫卡（烏克蘭語：Софіївка）是烏克蘭北部的村莊，隸屬切爾尼希夫州尼任區的马基伊夫卡市镇。該村始建於1947年，面積0.21平方公里，海拔高度136米，2001年人口331，人口密度每平方公里1,568.7人。